# Helsingborg Arena
Helsingborg Arena – wielofunkcyjna hala widowiskowo-sportowa w Helsingborgu w Szwecji. Mecze w roli gospodarza rozgrywają tu:
- drużyna piłki ręcznej OV Helsingborg HK(inne języki)[2]
- drużyna unihokeja FC Helsingborg(inne języki)[3]

Odbywały się tu również mecze Mistrzostw Europy w Piłce Ręcznej Kobiet 2016, oraz kobiecego mundialu 2023 w tej samej dyscyplinie sportu.

## Mecze Mistrzostw Europy 2016
W ramach tego turnieju na obiekcie rozegrano mecze grupy D i grupy II rundy zasadniczej:

### Grupa D
| 5 grudnia 201618:30 | Rosja                                           | 32:26(16:13) | Chorwacja        | Helsingborg Arena, Helsingborg Widzów: 2571 Sędzia: Andreu Marín Ignacio García |
| 5 grudnia 201618:30 | Władlena Bobrownikowa 6 Wiktorija Żylinskajte 6 | 32:26(16:13) | 8 Andrea Penezić | Helsingborg Arena, Helsingborg Widzów: 2571 Sędzia: Andreu Marín Ignacio García |
| 5 grudnia 201618:30 | 5× · 2×                                         | 32:26(16:13) | 9× · 4×          | Helsingborg Arena, Helsingborg Widzów: 2571 Sędzia: Andreu Marín Ignacio García |

| 5 grudnia 201620:45 | Norwegia    | 23:21(13:11) | Rumunia          | Helsingborg Arena, Helsingborg Widzów: 1278 Sędzia: Joanna Brehmer Agnieszka Skowronek |
| 5 grudnia 201620:45 | Nora Mørk 7 | 23:21(13:11) | 6 Cristina Neagu | Helsingborg Arena, Helsingborg Widzów: 1278 Sędzia: Joanna Brehmer Agnieszka Skowronek |
| 5 grudnia 201620:45 | 6× · 3×     | 23:21(13:11) | 4× · 3×          | Helsingborg Arena, Helsingborg Widzów: 1278 Sędzia: Joanna Brehmer Agnieszka Skowronek |

| 7 grudnia 201618:30 | Rumunia                                 | 22:17(11:9) | Rosja              | Helsingborg Arena, Helsingborg Widzów: 1279 Sędzia: Vanja Antić Jelena Jakovljević |
| 7 grudnia 201618:30 | Eliza-Iulia Buceschi 7 Cristina Neagu 7 | 22:17(11:9) | 4 Ludmiła Postnowa | Helsingborg Arena, Helsingborg Widzów: 1279 Sędzia: Vanja Antić Jelena Jakovljević |
| 7 grudnia 201618:30 | 4× · 3×                                 | 22:17(11:9) | 2× · 2×            | Helsingborg Arena, Helsingborg Widzów: 1279 Sędzia: Vanja Antić Jelena Jakovljević |

| 7 grudnia 201620:45 | Chorwacja        | 16:34(9:15) | Norwegia              | Helsingborg Arena, Helsingborg Widzów: 1375 Sędzia: Viktorija Kijauskaitė Aušra Žalienė |
| 7 grudnia 201620:45 | Andrea Penezić 4 | 16:34(9:15) | 6 Marit Malm Frafjord | Helsingborg Arena, Helsingborg Widzów: 1375 Sędzia: Viktorija Kijauskaitė Aušra Žalienė |
| 7 grudnia 201620:45 | 6× · 2× · 1×     | 16:34(9:15) | 5× · 3×               | Helsingborg Arena, Helsingborg Widzów: 1375 Sędzia: Viktorija Kijauskaitė Aušra Žalienė |

| 9 grudnia 201618:30 | Rumunia           | 31:26(15:13) | Chorwacja        | Helsingborg Arena, Helsingborg Widzów: 2435 Sędzia: Mirza Kurtagic Mattias Wetterwik |
| 9 grudnia 201618:30 | Cristina Neagu 10 | 31:26(15:13) | 8 Andrea Penezić | Helsingborg Arena, Helsingborg Widzów: 2435 Sędzia: Mirza Kurtagic Mattias Wetterwik |
| 9 grudnia 201618:30 | 7× · 4×           | 31:26(15:13) | 5× · 2×          | Helsingborg Arena, Helsingborg Widzów: 2435 Sędzia: Mirza Kurtagic Mattias Wetterwik |

| 9 grudnia 201620:45 | Norwegia                           | 23:21(11:11) | Rosja                                             | Helsingborg Arena, Helsingborg Widzów: 2493 Sędzia: Peter Brunovský Vladimír Čanda |
| 9 grudnia 201620:45 | Veronica Kristiansen 5 Nora Mørk 5 | 23:21(11:11) | 3 Darja Dmitrijewa 3 Anna Sień 3 Anna Wiachiriewa | Helsingborg Arena, Helsingborg Widzów: 2493 Sędzia: Peter Brunovský Vladimír Čanda |
| 9 grudnia 201620:45 | 3× · 2×                            | 23:21(11:11) | 3× · 2×                                           | Helsingborg Arena, Helsingborg Widzów: 2493 Sędzia: Peter Brunovský Vladimír Čanda |

### Faza zasadnicza - grupa II
| 11 grudnia 201616:15 | Czechy          | 24:26(12:14) | Rosja       | Helsingborg Arena, Helsingborg Widzów: 1031 Sędzia: Joanna Brehmer Agnieszka Skowronek |
| 11 grudnia 201616:15 | Petra Růčková 5 | 24:26(12:14) | 4 Anna Sień | Helsingborg Arena, Helsingborg Widzów: 1031 Sędzia: Joanna Brehmer Agnieszka Skowronek |
| 11 grudnia 201616:15 | 2×              | 24:26(12:14) | 1× · 3×     | Helsingborg Arena, Helsingborg Widzów: 1031 Sędzia: Joanna Brehmer Agnieszka Skowronek |

| 11 grudnia 201618:30 | Węgry                                                               | 21:29(9:15) | Rumunia           | Helsingborg Arena, Helsingborg Widzów: 2236 Sędzia: Peter Brunovský Vladimír Čanda |
| 11 grudnia 201618:30 | Krisztina Triscsuk 3 Anita Görbicz 3 Kinga Klivinyi 3 Anna Kovács 3 | 21:29(9:15) | 10 Cristina Neagu | Helsingborg Arena, Helsingborg Widzów: 2236 Sędzia: Peter Brunovský Vladimír Čanda |
| 11 grudnia 201618:30 | 3× · 3×                                                             | 21:29(9:15) | 3× · 3×           | Helsingborg Arena, Helsingborg Widzów: 2236 Sędzia: Peter Brunovský Vladimír Čanda |

| 11 grudnia 201620:45 | Dania                                                     | 20:22(9:14) | Norwegia    | Helsingborg Arena, Helsingborg Widzów: 2553 Sędzia: Andreu Marín Ignacio García |
| 11 grudnia 201620:45 | Maria Fisker 4 Mette Tranborg 4 Trine Østergaard Jensen 4 | 20:22(9:14) | 5 Nora Mørk | Helsingborg Arena, Helsingborg Widzów: 2553 Sędzia: Andreu Marín Ignacio García |
| 11 grudnia 201620:45 | 3× · 2×                                                   | 20:22(9:14) | 3× · 2×     | Helsingborg Arena, Helsingborg Widzów: 2553 Sędzia: Andreu Marín Ignacio García |

| 13 grudnia 201616:15 | Czechy           | 28:30(14:17) | Rumunia           | Helsingborg Arena, Helsingborg Widzów: 773 Sędzia: Viktorija Kijauskaitė Aušra Žalienė |
| 13 grudnia 201616:15 | Iveta Luzumová 7 | 28:30(14:17) | 10 Cristina Neagu | Helsingborg Arena, Helsingborg Widzów: 773 Sędzia: Viktorija Kijauskaitė Aušra Žalienė |
| 13 grudnia 201616:15 | 5× · 4×          | 28:30(14:17) | 4× · 3×           | Helsingborg Arena, Helsingborg Widzów: 773 Sędzia: Viktorija Kijauskaitė Aušra Žalienė |

| 13 grudnia 201618:30 | Węgry                         | 23:24(9:11) | Norwegia    | Helsingborg Arena, Helsingborg Widzów: 1402 Sędzia: Dalibor Jurinović Marko Mrvica |
| 13 grudnia 201618:30 | Anita Görbicz 5 Anna Kovács 5 | 23:24(9:11) | 6 Nora Mørk | Helsingborg Arena, Helsingborg Widzów: 1402 Sędzia: Dalibor Jurinović Marko Mrvica |
| 13 grudnia 201618:30 | 3× · 2×                       | 23:24(9:11) | 3× · 3×     | Helsingborg Arena, Helsingborg Widzów: 1402 Sędzia: Dalibor Jurinović Marko Mrvica |

| 13 grudnia 201620:45 | Dania             | 26:26(13:11) | Rosja             | Helsingborg Arena, Helsingborg Widzów: 1672 Sędzia: Vanja Antić Jelena Jakovljević |
| 13 grudnia 201620:45 | Stine Jørgensen 7 | 26:26(13:11) | 6 Marina Sudakowa | Helsingborg Arena, Helsingborg Widzów: 1672 Sędzia: Vanja Antić Jelena Jakovljević |
| 13 grudnia 201620:45 | 4× · 3×           | 26:26(13:11) | 4× · 4×           | Helsingborg Arena, Helsingborg Widzów: 1672 Sędzia: Vanja Antić Jelena Jakovljević |

| 14 grudnia 201616:15 | Węgry         | 26:26(14:13) | Rosja              | Helsingborg Arena, Helsingborg Widzów: 732 Sędzia: Mirza Kurtagic Mattias Wetterwik |
| 14 grudnia 201616:15 | Anna Kovács 6 | 26:26(14:13) | 7 Darja Dmitrijewa | Helsingborg Arena, Helsingborg Widzów: 732 Sędzia: Mirza Kurtagic Mattias Wetterwik |
| 14 grudnia 201616:15 | 4× · 3×       | 26:26(14:13) | 5× · 2× · 1×       | Helsingborg Arena, Helsingborg Widzów: 732 Sędzia: Mirza Kurtagic Mattias Wetterwik |

| 14 grudnia 201618:30 | Dania               | 21:17(12:10) | Rumunia                | Helsingborg Arena, Helsingborg Widzów: 1582 Sędzia: Andreu Marín Ignacio García |
| 14 grudnia 201618:30 | Anne Mette Hansen 9 | 21:17(12:10) | 4 Eliza-Iulia Buceschi | Helsingborg Arena, Helsingborg Widzów: 1582 Sędzia: Andreu Marín Ignacio García |
| 14 grudnia 201618:30 | 7× · 3× · 1×        | 21:17(12:10) | 3× · 3×                | Helsingborg Arena, Helsingborg Widzów: 1582 Sędzia: Andreu Marín Ignacio García |

| 14 grudnia 201620:45 | Czechy             | 24:35(17:18) | Norwegia    | Helsingborg Arena, Helsingborg Widzów: 853 Sędzia: Joanna Brehmer Agnieszka Skowronek |
| 14 grudnia 201620:45 | Michaela Hrbková 7 | 24:35(17:18) | 6 Nora Mørk | Helsingborg Arena, Helsingborg Widzów: 853 Sędzia: Joanna Brehmer Agnieszka Skowronek |
| 14 grudnia 201620:45 | 1× · 2×            | 24:35(17:18) | 1× · 3×     | Helsingborg Arena, Helsingborg Widzów: 853 Sędzia: Joanna Brehmer Agnieszka Skowronek |

## Mundial 2023
W ramach tego turnieju na obiekcie rozegrano mecze grupy B.